# Elena Fortún
María de la Encarnación Gertrudis Jacoba Aragoneses y de Urquijo, de son nom complet de naissance, connue sous son nom de plume d'Elena Fortún, née le 18 novembre 1886  à Madrid et morte dans cette même ville le 8 mai 1952, est une autrice espagnole spécialisée en littérature de jeunesse, écrivaine pionnière de la littérature lesbienne. 

## Biographie

### Enfance
María de la Encarnación, née le 18 novembre 1886 à Madrid, est la fille unique du militaire Leocadio Aragoneses et de Manuela de Urquijo, issue de la noblesse basque. C'est une enfant solitaire, rêveuse et sensible, qui perd son père en 1904.

### Famille
Elle se marie à l'âge de dix-huit ans avec l'écrivain Eusebio de Gorbea, en 1906. Le couple a deux fils, Luis (né en 1908) et Manuel (né en 1909), et vit à Madrid, dans la calle Ponzano (es). 
L'un de leurs voisins est Santiago Regidor (es), professeur de dessin et collaborateur de la revue Blanco y Negro. Dans une ambiance ouverte sur le monde, elle tient dans sa maison madrilène un salon littéraire où se rencontrent les intellectuelles de l'époque, comme María Rodrigo, María Martos et María de la O Lejárraga.
En 1922, la famille s'installe à Tenerife. Elena se lie d'amitié avec Mercedes Hernández, épouse d'Eduardo Díez del Corral, collègue de son mari. Cette famille lui inspirera certains personnages de ses œuvres.
Elle tient son nom de plume d'Elena Fortún du titre d'un des romans de son époux, Los mil años de Elena Fortún (1922).

### Carrière
Elena Fortún revient à Madrid en 1924. Elle est nommée secrétaire de l'association Mujeres Amigas de los Ciegos (en français : « Femmes Amies des Aveugles »), qui aide les personnes malvoyantes, et étudie le braille pour réaliser au mieux son travail. Elle entre à la Société Théosophique de Madrid, et surtout à la célèbre université féministe Residencia de Señoritas, dirigée par María de Maeztu. Elle y étudie la science des bibliothèques dans la bibliothèque fusionnée avec celle de l'Instituto Internacional (es) de Madrid, auprès d'Enriqueta Martín. Ces cours sont à l'origine de l'Asociación Libros et de la revue du même nom à laquelle collaborent Carmen Conde, Ernestina de Champourcín et Enriqueta Martín, ainsi que Viera Sparza pour les illustrations.
Elena est également membre du Lyceum Club Femenino où se réunissent les intellectuelles de Madrid. Les articles qu'elle publie, notamment dans le journal La Prensa, concernent la condition féminine, avec des thèmes comme l'interdiction de la prostitution. Ses articles paraissent également dans la revue La Moda Práctica.  
Elle rencontre les figures de l'époque, comme les écrivains Carmen Baroja et son frère Pío, Cipriano Rivas Cherif, la dessinatrice Alma Tapia, la comédienne Margarita Xirgú et le poète Federico García Lorca. 
L'écrivaine María Lejárraga l'encourage à publier pour atteindre l'indépendance financière. Elle lui présente Torcuato Luca de Tena, directeur du quotidien ABC, où elle commence à publier Gente Menuda (es), supplément jeunesse de la revue Blanco y Negro, avec Magda Donato et Salvador Bartolozzi. Elle crée les personnages de Celia (la plus populaire), Cuchifritín et Matonkiki, Mila, Roenueces, le magicien Pirulo, le professeur Bismuto, Lita et Lito et la Madrina (la Marraine). Elle publie en 1929 Celia lo que dice (en).
Elle collabore également à Cosmópolis, Crónica (es), Estampa, Semana et d'autres publications de jeunesse. Elle devient célèbre, son mari restant en second plan. Le couple emménage alors dans une maison du quartier Chamartín de la Rosa, qu'elle décrit dans Celia en la revolución (« Celia dans la Révolution ») .
Les éditions Editorial Aguilar acquièrent les droits de publication et publient toutes ses œuvres : Celia y sus amigos, avec des illustrations de Gori Muñoz : Cuchifritín, el hermano de Celia, El bazar de todas las cosas et Teatro para niños. En 1934, elle publie avec ce dernier et la compositrice María Rodrigo Canciones infantiles. Elle dirige également La Quiromancia al alcance de todos, dans la revue Crónica en 1935.
Elle rencontre Matilde Ras, pionnière de la graphologie en Espagne. Toutes deux font partie de la première génération de féministes espagnoles et sont membres du Cercle saphique de Madrid fondé par la metteuse en scène Victorina Durán, une organisation dont elle parle dans son roman lesbien Oculto Sendero où elle évoque sa relation avec Matilde Ras.
Elle se lie également avec les républicaines Victoria Kent et Zenobia Camprubí.

### Guerre d'Espagne et exil

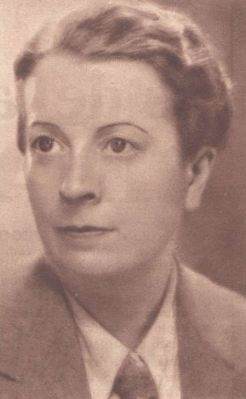
Elena Fortún en 1936, année du déclenchement de la guerre d'Espagne.

Au début de la guerre d'Espagne, son mari Eusebio, retraité, demande sa réintégration dans le service actif et devient le directeur de l'École d'Aviation de Barcelone pour lutter contre les nationalistes. Elena reste à Madrid et décrit les conséquences, au jour le jour, de la guerre sur les enfants,. 
En 1939, elle prépare à Madrid la publication de Celia madrecita lorsque les troupes de Franco arrivent à briser la résistance et envahissent la capitale. Elena Fortún doit s'exiler, d'abord en France, puis en Argentine, grâce au voyage de l'exil républicain sur le Massilia de La Rochelle à Buenos Aires, avec son mari et ses enfants. Parmi les passagers, elle retrouve l'illustrateur de ses œuvres, Gori Muñoz. 
Elle commence une nouvelle vie en Argentine avec l'aide de Victorina Durán, qui travaille alors comme scénographe avec l'actrice Margarita Xirgu. Elle commence à publier ses articles dans le journal Crítica où elle traite de politique espagnole, El Sol où elle fait les portraits de grandes personnalités féminines et La Prensa où elle publie ses contes. Elle écrit en 1943 Celia en la revolución qui, censuré sous l'Espagne franquiste, ne pourra être publié qu'en 1987.
En 1944, elle publie Celia, institutriz en América, qui raconte les difficultés de la vie en exil, le père du personnage de Celia étant militaire républicain réfugié. Ce livre est interdit par la censure franquiste. Elle rencontre, à Buenos Aires, Inés Field, femme d'une profonde foi religieuse, qui l'influence : le personnage de Celia effectue sa première communion dans Cuaderno de Celia.
En 1948, Elena décide de rentrer en Espagne. Alors qu'elle est en train de négocier le retour de toute la famille avec le régime franquiste, son mari se suicide à Buenos Aires le 16 décembre 1948. Elena retourne en Argentine pour le règlement de la succession. Au même moment sont publiés La hermana de Celia (« La sœur de Celia »), Mila, Piolín y el burro (« Mila, Piolín et l'âne ») et Celia se casa (« Celia se marie »). Elle part d'abord vivre à New York avec son fils, puis décide finalement de rentrer en Espagne, mais à Barcelone, Madrid lui rappelant trop de souvenirs.
C'est à Barcelone qu'elle rencontre Carmen Laforet. Elles partagent leur passion pour la littérature enfantine et le souvenir de l'exil républicain. Carmen a travaillé, dans les premières années d'exil, à la bibliothèque de Buenos Aires grâce à l'intervention de Jorge Luis Borges. Elena entame une longue correspondance avec elle, ainsi qu'avec les écrivaines féministes Carmen Conde et Esther Tusquets. Elle continue à écrire et publie en 1950, Los cuentos que Celia cuenta a las niñas et Los cuentos que Celia cuenta a los niños. Son dernier livre, publié la même année est destiné à un jeune public plus mûr. Il s'intitule Patita y Mila, estudiantes et rencontre un franc succès.
Elena Fortún, gravement atteinte par un cancer du poumon, revient à Madrid. Elle meurt à soixante-cinq ans, le 8 mai 1952.

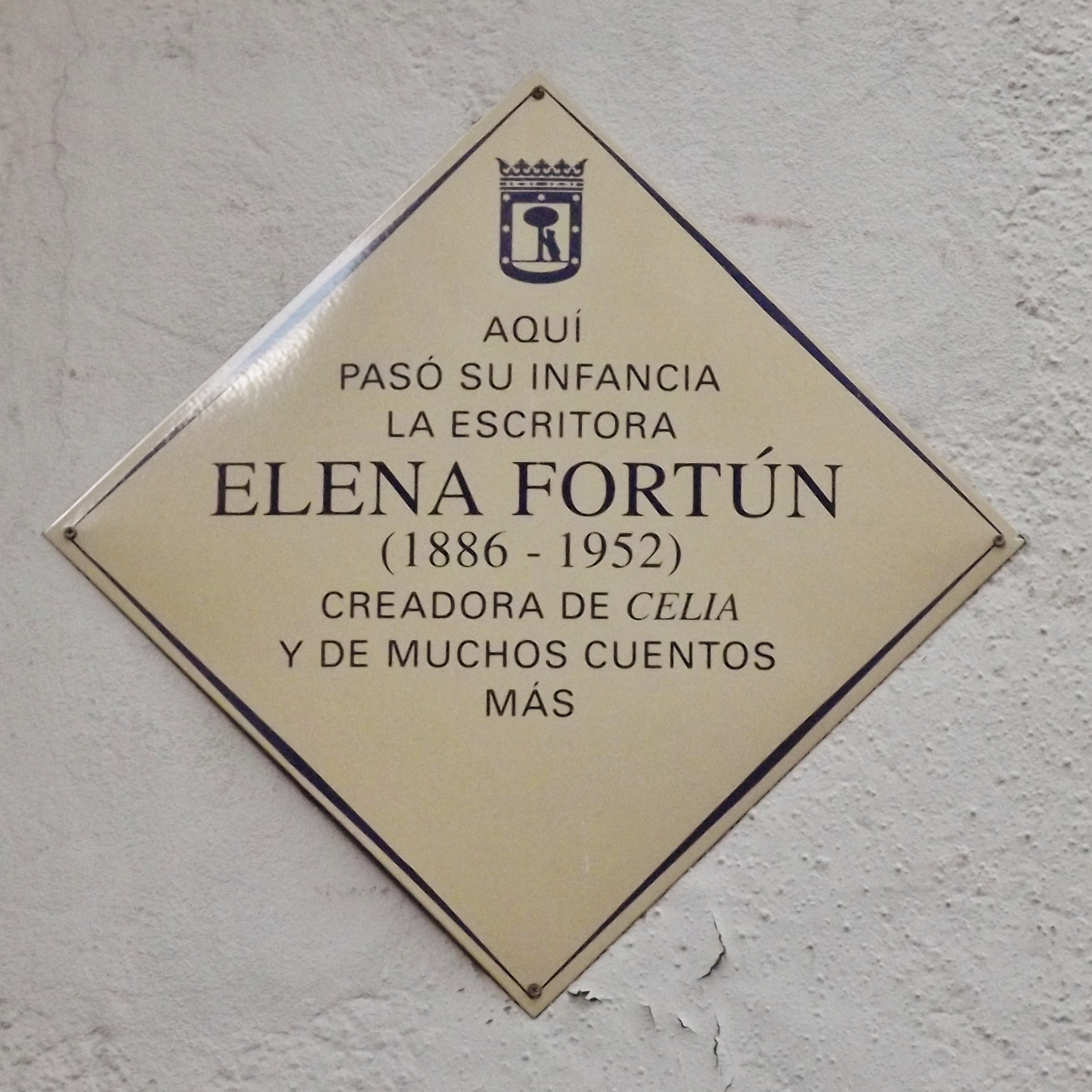
Plaque commémorative apposée sur le domicile des parents d'Elena Fortún, calle de Huertas, à Madrid.

### La saga de Celia et le roman d'apprentissage sous le régime franquiste
Elena Fortún est une représentante du genre du roman d'apprentissage, ou Bildungsroman, qui vise à évoquer le portrait d'une société à travers les yeux du narrateur. Le personnage de Celia est ainsi une enfant douée d'une grande imagination, qui grandit et développe sa personnalité, l'enfance de Celia constituant les cinq premiers volumes de la saga. La réussite de Fortún a été de donner la voix aux enfants, l'autrice étant influencée par les préconisations de l'Instituto-Escuela et de l'Institution Libre d'Enseignement. L'éducation est pour elle essentielle à la modernisation de la société. Ainsi, la mère de Celia est, comme Elena Fortún, membre du Lyceum Club et mène une vie indépendante.
Celia narre également l'impossibilité d'accéder au métier d'écrivain, qu'elle souhaitait être dans son enfance et la difficulté d'être une femme sous le régime franquiste. Ainsi, Celia ne peut pas accéder à l'université et doit se consacrer à son rôle de mère. Fortún illustre ainsi au travail d'Emilia Pardo Bazán qui a théorisé le rôle du modèle patriarcal sur l'égalité.
Les contes traditionnels pour enfants se caractérisent dans l'Europe d'alors par une idéologie conservatrice, autant dans le rôle du père et de la mère que dans les valeurs sociales et politiques et des stéréotypes qu'elles transmettent. La saga de Celia, jeune fille queer devenue culte, en prend le contrepied et évoque la volonté de rupture et de modernité de la République espagnole. Elle est pour cela l'un des sujets des études de genre. 
Elle est également considérée comme l'une des pionnières de la littérature lesbienne et son parcours illustre l'invisibilisation des femmes, notamment des lesbiennes, sous la dictature.

## Œuvre

### Saga de Celia
1. Celia, lo que dice (1929), collection d'histoires courtes publiées dans la revue Blanco y Negro.
2. Celia en el colegio (1932)
3. Celia novelista (1934)
4. Celia en el mundo (1934)
5. Celia y sus amigos (1935)
6. Cuchifritín, el hermano de Celia (1935), frère de Celia
7. Cuchifritín y sus primos (1935)
8. Cuchifritín en casa de su abuelo (1936)
9. Cuchifritín y Paquito (1936)
10. Las travesuras de Matonkikí (1936), cousine de Celia
11. Matonkikí y sus hermanas (1936)
12. Celia madrecita (1939)
13. Celia institutriz en América (1944), censuré par le régime franquiste
14. El cuaderno de Celia (1947)
15. La hermana de Celia (Mila y Piolín) (1949)
16. Mila, Piolín y el burro (1949)
17. Celia se casa (cuenta Mila) (1950)
18. Patita y Mila, estudiantes (1951)
19. Los cuentos que Celia cuenta a las niñas (1951), compilation des contes publiés dans Gente Menuda et Crónica.
20. Los cuentos que Celia cuenta a los niños (1952)
21. En 1987, l’œuvre Celia en la revolución, chronique fidèle du siège de Madrid par les nationalistes, a été découverte et publiée.

### Autres publications
- Canciones infantiles (1934), compilation de contes.
- El bazar de todas las cosas (1935), manuel pour fabriquer des jeux et des marionnettes.
- Teatro para niños (1942), douza comédies pour les enfants
- El arte de contar cuentos a los niños (1947)
- El mago Corifitos y otros cuentos de Celia
- Pues señor... Cómo debe contarse el cuento y cuentos para ser contados
- El camino es nuestro (Fundación Banco Santander, 2015)
- Oculto sendero (Renacimiento, 2016)
- Elena Fortún et Matilde Ras El camino es nuestro Fundación Banco Santander 2015. Edition de María Jesús Fraga et Nuria Capdevila-Argüelles.  (ISBN 978-84-92543-64-9)

### Correspondance
- Carmen Laforet et Elena Fortún De corazón y alma Fundación Banco Santander 2017 Edition de Cristina Cerezales Laforet, Silvia Cerezales Laforet et Nuria Capdevila-Argüelles.  (ISBN 978-84-16950-44-7)

## Postérité

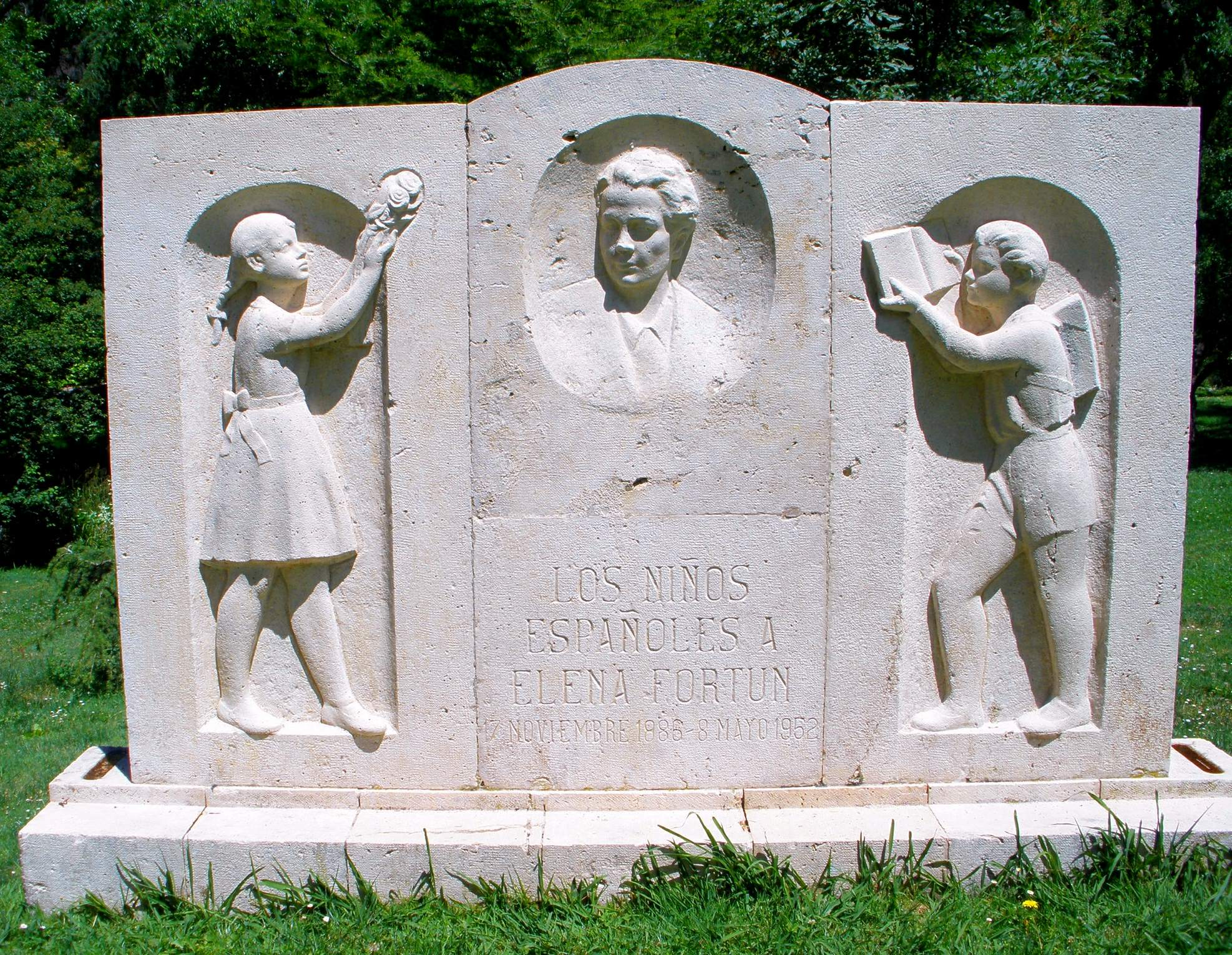
Monument en mémoire d'Elena Fortún, Parc de l'Ouest, à Madrid.

- À la télévision, la saga Celia a été adaptée pour TVE par le réalisateur José Luis Borau et l'écrivaine Carmen Martín Gaite[46]. La jeune actrice Cristina Cruz Mínguez joue le rôle de Celia, enfant rebelle de sept ans, appartenant à la grande bourgeoisie madrilène[47].

- Au théâtre, María Folguera a porté le roman Celia en la revolución au teatro Valle Inclán (es) du Centre Dramatique national de Madrid en novembre 2019, dans le cadre du diptyque Sendero Fortún[48],[49].

- À Madrid, une plaque commémorative a été apposée sur l'immeuble de la rue des Jardins où elle a passé son enfance, une statue lui a été érigée dans le Parc de l'Ouest de Madrid, œuvre du sculpteur murcien José Planes. Son nom a également été donné à une bibliothèque publique dans le quartier du Retiro[50] ainsi qu'à une rue du district d'Hortaleza.
- Une école de Ségovie et un jardin public de Cordoue portent son nom.
- Ses œuvres sont exposées notamment au Museo ABC de Madrid[51].